# Университет Васэда
Университет Васэда (яп. 早稲田大学 Васэда Дайгаку, или сокращённо 早大 Со:дай) широко известен как один из двух наиболее престижных частных университетов Японии (второй — Университет Кэйо). Расположен в северной части токийского района Синдзюку.

## История
Университет Васэда был основан в 1882 году Окумой Сигэнобу, учёным и политиком периода Мэйдзи из числа самураев. Статус именно университета получил в 1902 году. Большая часть строений была разрушена в ходе бомбардировок Токио в заключительный период Второй мировой войны, но университет был восстановлен и снова открылся в 1949 году.
Один из наиболее прославленных факультетов Университета Васэда — филологический. Среди его знаменитых выпускников значатся писатель и переводчик Харуки Мураками, поэтесса и писательница Мати Тавара. В этом же вузе, но на экономическом факультете учился Эдогава Рампо, известный как основатель современного японского детективного жанра, поклонник и последователь Эдгара Аллана По, о чём свидетельствует и его псевдоним.
Универстетская библиотека располагает уникальной коллекцией, успешно пережившей (в отличие от многих других) бомбардировки и лишения военного периода. В силу этого она служит ценным ресурсом для изучающих предвоенный период развития Японии, её истории, культуры и литературного творчества.
Университет Васэда стал первым в Японии учебным заведением университетского типа, в котором началось систематическое изучение русской литературы. Этому способствовала деятельность переводчика русской литературы и литературоведа Нобори Сёму. Первым главой отделения русского языка и литературы, открытого на филологическом факультете, был Катагами Нобуру.
Университет Васэда также известен как своего рода «стартовая площадка» для японских политиков — по своему статусу это учебное заведение условно напоминает российский МГИМО советского периода. Именно этот университет окончили семь японских премьер-министров послевоенного периода: Тандзан Исибаси (1956—1957), Нобору Такэсита (1987—1989), Тосики Кайфу (1989—1991), Кэйдзо Обути (1998—2000), Ёсиро Мори (2000—2001), Ясуо Фукуда (2007—2008) и Ёсихико Нода (2011—2012). Среди последних десяти премьер-министров пятеро учились в Университете Васэда, двое — в Университете Кэйо, один — в Токийском университете. Руководитель японской социалистической партии Судзуки Мосабуро — также выпускник Университета Васэда.
В 1998 году в университете была основана Высшая школа азиатско-тихоокеанских исследований.
В 2021 году был открыт Международный дом литературы при университете, также именуемый «Библиотекой Харуки Мураками» (яп. 村上春樹ライブラリー), там хранится архив писателя. Под руководством архитектора Кэнго Кумы в Международный дом литературы было переделано одно из зданий университета. Архитектора выбрал лично Мураками.